# La Valeta (Aude)
La Valeta (en francès Lavalette) és un municipi de França de la regió d'Occitània, al departament de l'Aude